# Леваи, Иштван (боксёр)
Иштван Леваи (венг. Lévai István; род. 23 июля 1957, Дьёр) — венгерский боксёр тяжёлой весовой категории, выступал за сборную Венгрии в конце 1970-х — середине 1980-х годов. Бронзовый призёр летних Олимпийских игр в Москве, победитель многих международных турниров и национальных первенств. Также известен как тренер по боксу.

## Биография
Иштван Леваи родился 23 июля 1957 года в городе Дьёр, медье Дьёр-Мошон-Шопрон. Активно заниматься боксом начал в раннем детстве, проходил подготовку в будапештском спортивном клубе «Уйпешти». Первого серьёзного успеха на ринге добился в 1977 году, когда стал чемпионом Венгрии в тяжёлом весе (впоследствии повторил это достижение ещё восемь раз). В 1978 году боксировал на чемпионате Европы в Кёльне, но не прошёл дальше стадии четвертьфиналов. Благодаря череде удачных выступлений удостоился права защищать честь страны на летних Олимпийских играх 1980 года в Москве — сумел выйти здесь в полуфинал, после чего единогласным решением судей проиграл титулованному кубинцу Теофило Стивенсону.
Получив бронзовую олимпийскую медаль, Леваи продолжил выходить на ринг в составе национальной сборной, принимая участие в крупнейших международных турнирах. В 1981, 1983 и 1987 годах он неизменно ездил на проводившиеся европейские первенства, однако во всех трёх случаях вылетал из борьбы за медали на стадии четвертьфиналов: в первом случае проиграл немцу Улли Кадену, во втором — итальянцу Франческо Дамиани, в третьем — советскому боксёру Александру Ягубкину. Оставаясь в своей весовой категории лидером команды, должен был представлять Венгрию на Олимпийских играх 1984 года в Лос-Анджелесе, однако правительство страны бойкотировало эти соревнования вместе со всеми остальными государствами социалистического лагеря.
В 1987 году Иштван Леваи принял решение завершить карьеру спортсмена и покинул сборную. Позже перешёл на тренерскую работу, подготовил множество талантливых молодых боксёров, в частности, его воспитанником был Аттила Ковач, чемпион мира среди профессионалов в первом среднем весе по версии Международной боксёрской организации (МБО).